# Гордони

Нашоломник клану Гордон.

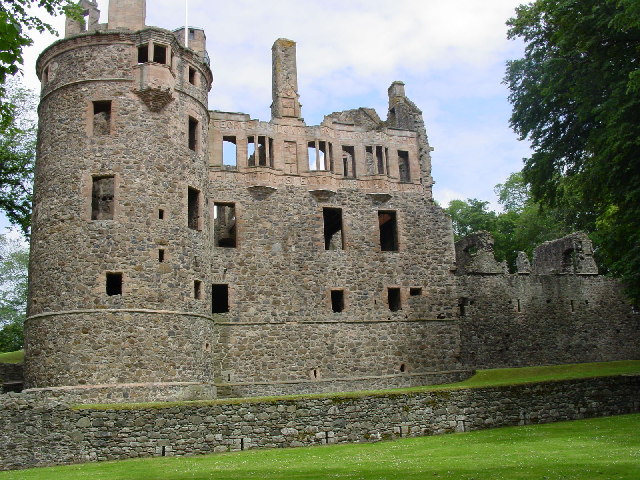
Замок Гантлі.

Герб маркизів Гантлі.

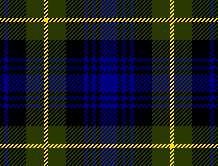
Тартан клану Гордон.

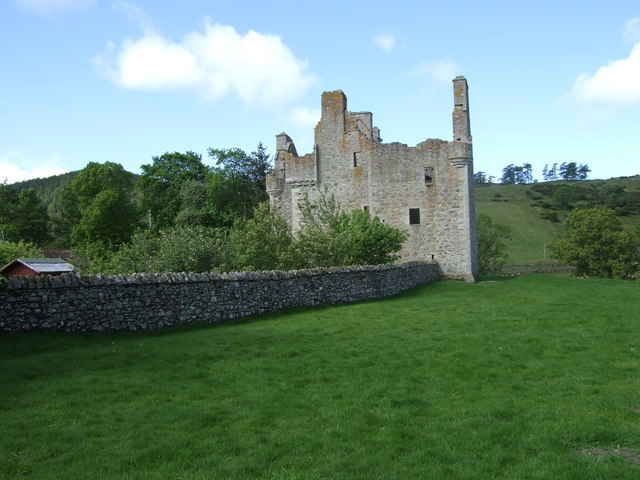
Руїни замку Гленбухат.

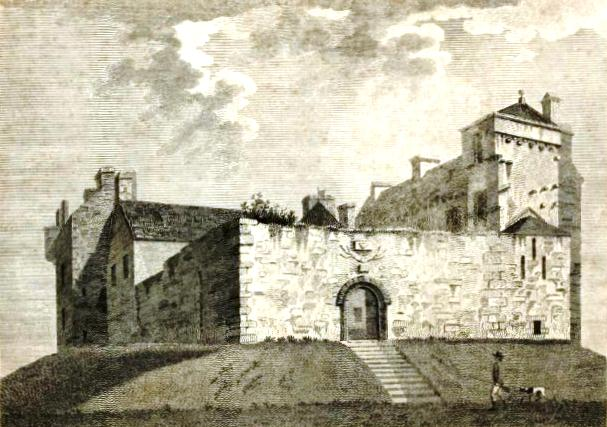
Руїни замку Кенмур.

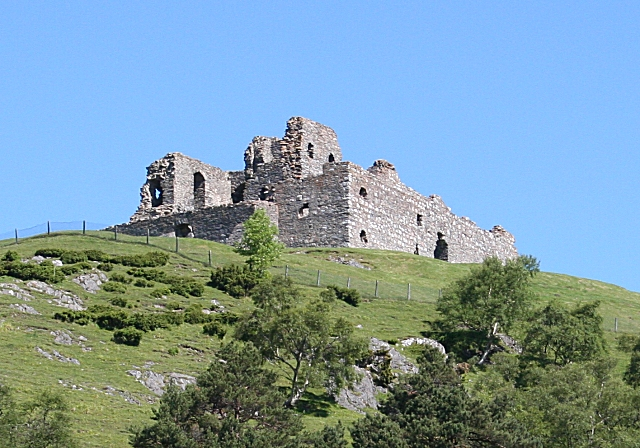
Руїни замку Авхіндаун.

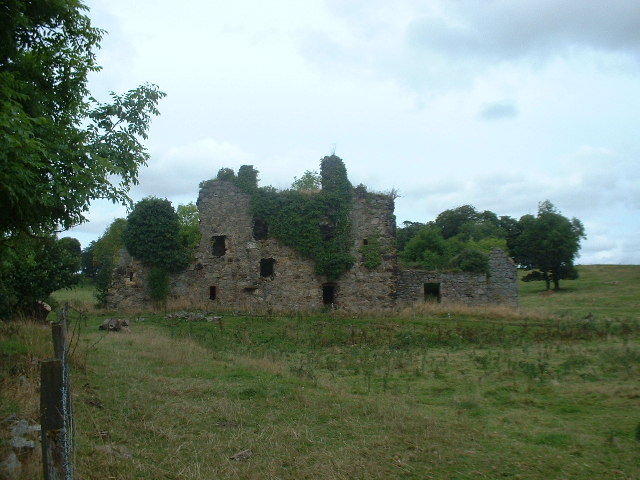
Руїни замку Гайт.

Герб герцогів Гордон - герцогів Річмонда та Леннокса.

Гордони (англ. Gordon, гельск. - Clann Gordanach, Clann Na Gordanaich) — клан на Горданайх - шотландський дворянський рід та очолюваний ним однойменний клан, один з найважливіших у Північній Шотландії.
Гасла клану: Bydand - «Залишаємось» (гельск.), «Відвагою а не ремеслом», «Чини гідно, і нехай скажуть — це Гордони!»
Символ клану: плющ.
Бойовий клич клану: «Гордони йдуть!»
Бойова музика клану: "Марш Гордонів", "Півень півночі"
Землі клану: Абердиншир
Резиденція вождя клану: Замок Абойн
Історична резиденція вождя клану: Замок Гантлі
Вождь клану: Його високоповажність Гранвілль Чарльз Гомер Гордон - ХІІІ маркіз Гантлі, граф Ензай, граф Абойн, лорд Гордон Баненох, лорд Гордон Страхавон та Гленвілет, барон Мелдрам Морвен.
Союзні клани: Сетон, Сазерленд, Барнетт
Ворожі клани: Ліндсей, Дуглас, Форбс, Ліск

## Історія клану Гордон

### Походження клану Гордон
Згідно традиційних шотландських історичних переказів клан Гордон походить від Річарда Гордона - лицаря, що походив з клану Свінтон і був онуком відомого лицаря, що вбив жахливу потвору на землях Мерс в часи правління короля Шотландії Малкольма ІІІ. Річард Гордон отримав титули лорда Гордон та барона Гордон Мерс. Річард де Гордон помер близько 1200 року. Десь між 1150 і 1160 роками він дарував землі монахам Святої Марії з Келсо. Цей дар підтвердив його син Томас Гордон. Іншим відомим Гордоном того часу був Бертрам де Гордон, що поранив стрілою короля Англії Річарда І Левове Серце біля замку Шало (Франція).
Алісія IV Гордон вийшла заміж за свого двоюрідного брата Адама Гордона. Адам Гордон був лицарем-хрестоносцем. Його відправив у хрестовий похід король Шотландії Олександр ІІІ разом з королем Франції Луї визволяти Святу Землю. Від онука цього Адама Гордона походять всі шотландські Гордони. Цей Адам Гордон підтримав повстання сера Вільяма Воллеса за незалежність Шотландії в 1297 році. Він повернув собі замок Вінгтаун, який захопили англійські війська.
Шотландський історик Дж. Д. МакКі  сумнівається в достовірності цієї інформації - висловлює сумнів, що всі 150 гілок і септ клану Гордон походять від одної єдиної людини.
Є версія, що Гордони ведуть своє походження від одного з нормандських баронів, які прибули до Англії разом з Вільгельмом Завойовником у 1066 році. За часів правління Давида I (1124—1153) один з пращурів роду переселився до Шотландії, де отримав від короля володіння Гордон (шотл. гел. Gordin («на пагорбі»)) в районі Беріка у південно-східній Шотландії. Серу Адаму Гордону, одному з прибічників Роберта Брюса, було надано землі у північно-східній частині країни, конфісковані у графів Атолла. З цього часу починається присутність Гордонів у Північній Шотландії, поступово дедалі більше помітна. На початку XV століття остання представниця прямої лінії Гордонів вийшла заміж за Олександра Сетона, який узяв прізвище дружини і став засновником сучасного дому Гордонів. Їхній син Олександр у 1445 році отримав титул графа Гантлі, на честь замку Гордонів у Бухані. Нащадки Олександра Гордона стали основними агентами королівської влади у Північній Шотландії. На графів Гантлі було покладено обов'язок підтримання порядку у північній частині країни та підкорення гірських кланів центральній владі. Це дало змогу Гордонам значно збільшити свої володіння й перетворитись на одну з ключових аристократичних родин Шотландського королівства. У XVI—XVII роках Гордони були лідерами консервативно-католицьких, а згодом роялістських сил Шотландії. У першій половині XVIII століття клан Гордонів активно підтримував рух якобітів.

### XIV століття - Війни за незалежність Шотландії
Наприкінці ХІІІ століття, користуючись тим, що трон Шотландії опинився вакантним, король Англії Едвард І Довгоногий захопив Шотландію. Вожді шотландських кланів спочатку присягнули на вірність королю Англії, але потім підняли повстання за незалежність Шотландії. Під час Війни за незалежність Шотландії сер Адам Гордон підтримав сера Вільяма Воллеса під час його повстання, потім став переконаним прихильником Роберта Брюса. Сер Адам Гордон - вождь клану Гордон загинув під час битви під Халідон Хілл в 1333 році воюючи за Вітчизну і короля. Його син - сер Олександр Гордон був першим з вождів клану Гордон, хто називав себе "Хантлі" ("Гантлі").
Вождь клану Гордон - сер Джон Гордон загинув в битві під Оттенбургом з англійськими військами в 1388 році. Його син - вождь клану Гордон - сер Адам Гордон, був убитий, коли вів свій клан в бій під час битви під Гомільдон-Хілл, що відома також як битва під Гамбелтон-Хілл - 14 вересня 1402 року. Вождь клану Гордон залишив по собі свою єдину дитину - дочку на ім'я Елізабет Гордон, що вийшла заміж за Олександра Сетона, що був сином сера Вільяма Сетона - вождем клану Сетон.

### XV століття - війни кланів
У 1445 році під час війн шотландських кланів відбулась битва під Арброах, під час якої Патрік Гордон Мехлік - двоюрідний брат графа Хантлі, був убитий під час бою з кланом Ліндсей. Від цього Патріка Гордона походять графи Абердина.
У 1449 році Олександр Сетон, І граф Хантлі, старший син Елізабет Гордон і Олександра Сетона, лорд Гордон, змінив прізвище Сетон на прізвище Гордон. Його спадкоємці чоловічої статі від його третьої дружини Елізабет Крайтон продовжували носити прізвище Гордона і були вождями клану Гордон.
Вождь клану Ліндсей — Олександр Ліндсей, IV граф Кроуфорд, був розбитий rланом Гордон і кланом Огілві під проводом Олександра Гордона, І графа Хантлі (раніше він називався Олександр Сетон) в битві при Бречін у 1452 році.
Гордони брали участь в смертельній ворожнечі між королями Шотландії і вождями клану Дуглас. Клан Гордон підтримував короля. Коли Гордон підняв свої війська в похід, то граф Мореї, який був союзником Дугласів спустошували землі клану Гордон і спалив замок Хантлі. Проте, Гордони повернувся і незабаром розбили своїх ворогів. Замок Хантлі був відновлений і коли клан Дуглас були остаточно розгромлений, влада клану Гордон зросла. У 1454 році клан Дуглас знову підняв повстання проти короля, війська короля вдарили на них з півдня, а війська клану Гордон з півночі. Конфедерація кланів Дуглас, Росс, Кроуфорд була розбита. За заслуги перед короною Шотландії Олександр Гордон, І граф Хантлі отримав величезну владу як на півночі, так і на півдні Шотландії, більшу ніж будь-коли мав клан Гордон.

### XVI століття - війни кланів тривають
У 1513 році під час чергової англо-шотландської війни клан Гордон на чолі з вождем клану Олександром Гордоном, ІІІ графом Хантлі брав участь у битві під Флодден.
У 1526 році титул графа Сазерленда і вождя клану Сазерленд перейшов внаслідок шлюбу до Адама Гордона - молодшого сина Джорджа Гордона, ІІ графа Гантлі.
Пізніше під час наступної англо-шотландської війни Джордж Гордон, IV граф Гантлі завдав поразки англійськой армії в битві під Гаддон Ріг в 1542 році, але згодом клан Гордон був частиною шотландської армії, що була розбита в битві під Пінкі Клев у 1547 році.
Вождь клану Гордон - Джордж Гордон, IV граф Гантлі командував армією на кордоні, коли шотландська армія виступила проти армії короля Англії Генріха VIII і клан Гордон отримав багато перемог. Але Джордж Гордон потім був убитий в битві під Коррічі в 1562 році проти сил Джеймса Стюарта - графа Мореї (зведений брат королеви Марії Стюарт). Вождь клану Гордон був убитий, а його син - сер Джон Гордон та інші члени його сім'ї були пізніше страчені в Абердині.
Протягом всього XVI століття Гордони були втягнені в довгу і затяту війну з кланом Форбс. У 1520-ті роках були вбивства людей обидвох ворогуючих сторін, і один з найвідоміших убитих людей з клану Форбс був Сетон Мелдрам, що був пов'язаний різними узами з графом Гантлі - вождем клану Гордон. Граф Гантлі потім взяв участь в змові проти Майстра Форбс, що був сином шостого лорда Форбс. VI лорд Форбс був замішаний у вбивстві Сетона Мелдрама. Майстер Форбс був звинувачений графом Гантлі в змові з метою вбивства короля Шотландії Якова V в 1536 році, вистріливши в нього з гармати. Майстер Форбс потрапив під суд. Йому винесли смертний вирок і він втратив голову. Але через кілька днів вирок йому було скасовано і він був виправданий, честь клану Форбс була відновлена.
Протестантська Реформація додала ворожнечі між кланами Гордон та Форбс. Клан Гордон лишився католицьким, а клан Форбс прийняв протестантизм. Традиційні вороги клану Форбс - клани Леслі, Ірвін, Сетон стали на сторону клану Гордон, одночасно з цим клани які прийняли протестантизм - такі клани як Кейт, Фрейзер стали на сторону клану Форбс. Двадцять чоловік з клану Гордон були вбиті на бенкеті, що влаштовав клан Форбс в замку Драмміннор у 1571 році. Пізніше в тому ж таки 1571 році ворожнеча між кланами досягла апогею під час битви під Тілліенгус і під час битв під Крайбстоун та під Драмміннор, де була розгромлена і розграбована резиденція вождя клану Форбс. Клан Гордон після цього влаштував різанину - були вбиті 37 чоловік з клану Форбс в замку Корграфф. У цей час парламент Шотландії прийняв закон, який вимагав від кланів скласти зброю. У 1594 році сили Джорджа Гордона, І маркіза Гантлі перемогли сили Арчибальда Кемпбелла, VII графа Аргайла в битві під Гленлівет.

### XVII століття - громадянська війна на Британських островах
У Регістрі Таємної Печатки сказано, що в 1615 році була подана скарга від Олександра Ліска з клану Ліск, яка полягала в тому, що Адам Гордон - брат лерда Гайт, його тяжко поранив підступно напавши на нього. Пізніше в тому ж році Гордони знову напали на клан Ліск. Джордж Гордон був оголошений поза законом. У 1616 році Вільям Ліск напав на Джона Гордона Ардлогі з пістолетом.
На початку XVII століття клан Гордон уклав низку спілок внаслідок шлюбу чи військової спілки. Серед них була спілка з Барнеттами з клану Лейс. Нашоломник клану Гордон прикрашає великий зал замку Махаллс, який збудував Олександр Барнетт.
У 1644 році Олександр Баннерман Пітмедден стрілявся зі своїм двоюрідним братом - сером Джорджем Гордоном Гаддо і поранив його. Крім того, в 1644 році під час громадянської війни в битві під Абердином були люди клану Гордон з обох воюючих сторін. Лорд Льюїс Гордон привів свої сили на боці Ковенанторів, в той час як сер Натаніель Гордон привів свої сили на підтримку роялістів.
Під час громадянської війни ІІ маркіз Гантлі був затятим роялістом і його послідовники увійшли в історію як Коні Гордони і вони відіграли дуже велику роль у військовій кампанії Джеймса Грема, І маркіза Монтроз. Кавалерія Гордонів воювала на підтримку роялістів і брала участь у битві під Олдерні в 1645 році, де вони перемогли ковенанторів лорда Сефорта. Клан Гордон брав участь в битві під Елфорд в 1645 році, де вони перемогли під проводом Джорджа Гордона, ІІ маркіза Гантлі. Старший син маркіза Гантлі - Джордж Гордон загинув в цьому бою. Крім того, в 1645 році, Льюїс Гордон - вождь клану Гордон і ІІІ маркіз Гантлі спалив замок Броуді - резиденцію вождів клану Броуді.
У 1682 році Вільям Гордон із замку Кардонесс був убитий в бою з сером Годфрі МакКаллохом. Гофрі МакКаллох втік з Шотландії, але потім повернувся, тільки для того щоб бути схопленим і зійти на плаху в 1697 році.

### XVIII століття - повстання якобітів
Під час повстань якобітів люди клану Гордон воювали по обидва боки. У 1715 році бойова сила клану Гордон становила 1000 багнетів під проводом генерала Джорджа Вейда в 1000 Клеймор. ІІ герцог Гордон підтримав повстання якобітів і брав участь у битві під Шеріфмуйр.
Космо Гордон, ІІІ герцог Гордон підтримав британський уряд під час повстання якобітів 1745 року. Проте, його брат - лорд Льюїс Гордон підняв два якобітських полки проти Ганноверської династії. Якобіти з клану Гордон брали участь у битві під Інверурі (1745 рік), у битві під битва Фолкерк (1746 рік), у битві під Каллоден (1746 рік).
Два полки під назвою "Горяни Гордони" були в складі британської армії. Першим полком був "81-ий", що був утворений у 1777 році його ясновельможністю полковником Вільямом Гордоном - сином графа Абердина. Цей полк був розформований в 1783 році. Другим полком був "92-ий", який створив Олександр Гордон, IV герцог Гордон в 1794 році.

## Замки клану Гордон
Серед багатьох замків, що належали клану Гордон найбільш відомі такі:
- Руїни замку Гайт - колишня резиденція вождів гілки Гордон Гайт - замок Гордон - колись стояв на північ від селища Гордон, в Бервікширі, це була могутня стара фортеця, хоча щодо місцерозташування першого замку Гордон історики не впевнені. Гордони займали замок Гайт з ХІІ століття, але потім за підтримку Роберта Брюса вони отримали в дар землі в Страхбогі в Абердинширі. У милі від Страхбогі були володіння Гантлі, де Гордони також мали замок - це був замок Гантлі, найвідоміший оплот клану Гордон.
- Замок Гантлі тепер лежить в руїнах, що складаються з великого прямокутного блоку з істотною круглою баштою на одному кінці, з залишками двору та інших будівель. Є залишки декоративної кам'яної роботи і три вікна у верхній частині будівлі. Ці землі клан Гордон захопив в клану Сетон в XIV столітті. Оригінальний замок був спалений кланом Дуглас в 1452 році і був перебудований. Назва замку була змінена з Страхбогі на Гантлі в 1506 році. Під час повстання якобітів у 1745 році у замку був гарнізон британської армії, але на той час замок вже був кинутий кланом Гордон.
- Замок Гордон - розташований за вісім з половиною миль на схід від Ельгін, Морея. Клан Гордон володів цим замком у XV століттs. У XVIII столітті замок був розширений і реконструйований для герцога Гордона. Замок Гордон був проданий уряду в 1936 році і стан замку сильно погіршився під час Другої світової війни. Замок був згодом викуплений родиною Гордон-Леннокс, але більша частина його була знесена.
- Замок Абергелді - за п'ять миля на захід від Баллатер, Абердиншир, датується XVI століттям. Замок належить клану Гордон з 1482 року. У 1547 році Джеймс Гордон Абергелді був убитий в битві під Пінкі Клев. У 1562 році Олександр Гордон Абергелді взяв участь у війні графа Хантлі проти Мері Стюарт - королеви Шотландії. Він також брав участь у битві під Гленлівет у 1594 році. Під час ворожнечі з кланом Форбс сім синів Гордона Кнока були вбиті людьми клану Форбс Стахгірнок і в результаті цього вождя клану Форбс стратив Гордон Абергелді. Замок Абергелді спалив клан Макензі в 1592 році.
- Замок Гленбухат - стоїть за чотири милі на захід від Кілдраммі, побудований 1590 року. Замок був захоплений королем Шотландії Джеймсом VI під час повстання графа Гантлі в 1594 році. Бригадний генерал Джон Гордон Гленбухат воював за якобітів під час обох повстань 1715 і 1745 років, вів до бою людей з клану Гордон та Фаркухарт в битві під Каллоден. Після поразки повстання він втік до Норвегії і помер у Франції. Замок був в руїнах до 1738 року і був проданий клану Дафф і графу Файф. Потім резиденція господарів замку була перенесена в Гленбухат-хаус. Старий замок Гленбухат нині під охороною держави - ним опікується товариство "Історична Шотландія".
- Замок Ротімей - у землях Міллтаун Ротімей, побудований в XV столітті. Марія Стюарт перебувала в цьому замку під час повстання Гантлі у 1562 році. У 1618 році замок зазнав нападу з боку Джорджа Гордона Гайт. У 1630 році Вільям Гордон Ротімей разом зі своїми людьми був спалений живцем в замку Френдраут при підозрілих обставинах. Джеймс Крайтон Френдраут був у поганих стосунках з Вільямом Гордоном Ротімей, але з нього зняли звинувачення у вбивстві. Проте, леді Ротімей підбила горян напасти на маєтки Крайтон і в результаті цього вона була кинута у в'язницю в 1635 році, але пізніше звільнена.
- Замок Гаддо Хаус - за десять миль на північний захід від Еллон, Абердиншир, стоїть на місці замку, що належав клану Гордон у 1429 році. Патрік Гордон Гаддо був убитий в битві від Арброах у 1446 році. Сер Джон Гордон Гаддо отримав титул баронета Нової Шотландії в 1642 році і активно підтримував Джеймса Грема - І маркіза Монтроз під час громадянської війни, був узятий в полон після того, як зомок його був обложений. Замок Гаддо Хаус тепер під опікою Національного фонду Шотландії.
- Замок Файв - стоїть за милю на північ від Файві, Абердиншир, належав клану Гордон та графам Абердин з 1733 до 1889 року.
- Замок Кенмур - стоїть за милю на південь від Нью-Галловей. Спочатку належав клану Балліоль, потім клану Гордон. Гілка Гордон Лохабер володіла цим замком з 1297 року. Замок був спалений після того, як клан Гордон вітав у цьому замку королеву Шотландії Мері Стюарт у 1568 році. У 1633 році сер Джон Гордон отримав титул віконта Кенмур. Замок був спалений знову Олівером Кромвелем в 1650 році після того, як Гордони підтримали короля Англії Карла I. Вільям Гордон - VI віконт Кенмур був обезголовлений в Тауері після захоплення його в полон в битві під Престоном у 1715 році - він воював за якобітів. Титул був відновлений у 1824 році, замок був відбудований з руїн. Замок відвідав Роберт Бернс. У результаті пожежі в 1950 році замок згорів і всі старовинні речі були втрачені.
- Замок Аукіндон - поблизу Даффтауна, побудований за L-планом, має вежу і будинок, належав спочатку клану Огілві, але потім перейшов у власність клану Гордон у 1535 році. Адам Гордон Аукіндон був вождем клану Гордон, коли люди цього клану підпалили замок Коргарфф, що належав клану Форбс і вбили Маргарет Кемпбелл, ща була дружиною Форбса Тові разом з усією родиною і слугами. Замок Аукіндон теж був спалений у 1544 а потім і в 1671 році. Замок був взятий штурмом після того, як Джеймс Стюарт - ІІ граф Мореї був убитий в Донібрістлі людьми клану Гордон - маркізом Гантлі і сером Патріком Гордоном Аукіндононом у 1592 році. Сер Патрік Гордон Аукіндон після цього був убитий в битві під Гленлівет у 1594 році. Нині замок знаходиться під опікою товариства "Історична Шотландія".
- Замок Гайт - недалеко від Файві, Абердиншир, належав гілці Гордон Гайт. Вільям Гордона Гайт був убитий в битві під Флодден в 1513 році. VI лерд Гордон Гайт зламав меч вдаривши по гові лерда Ліск. VII лерд Гордон Гайт був збирачем податків, які фактично розграбували місто Банф, Абердиншир. Його спадкоємиця - Кетрін Гордон Гайт вийшла заміж за Джона Байрона - "Божевільного Жжека" - вони були батьками поета лорда Байрона. Джон Байрон був змушений продати нерухомість через борги і замок купили графи Абердин, що теж були з клану Гордон.
- Замок Абойн - недалеко від Абойн, Абердиншир - резиденція маркізів Гантлі - вождів клану Гордон.

## Гілки клану Гордон
- Гордон Гантлі (вожді клану Гордон)
- Гордон Абойн
- Гордон Абердин і Темайр
- Гордон Кенмур
- Гордон Авхіндаун
- Гордон Абергелді
- Гордон Гаддо
- Гордон Гленбухат
- Гордон Гайт
- Гордон Ротімей

## Графи Гантлі
- Олександр Гордон, 1-й граф Гантлі (1445—1470), прибічник короля Якова II й учасник розгрому дому «Чорних Дугласів».
- Джордж Гордон, 2-й граф Гантлі (1470—1501), син Олександра, учасник заколотів баронів проти короля Якова III.
- Олександр Гордон, 3-й граф Гантлі (1501—1524), син Джорджа, генерал-лейтенант Північної Шотландії й організатор придушення гельського повстання 1501—1506 років.
- Джордж Гордон, 4-й граф Гантлі (1524—1562), онук Олександра, канцлер Шотландії, один з лідерів консервативно-католицької партії за часів неповноліття королеви Марії Стюарт.
- Джордж Гордон, 5-й граф Гантлі (1565—1576), син Джорджа, 4-го графа Гантлі, послідовний прибічник королеви Марії Стюарт і учасник громадянських війн у Шотландії.
- Джордж Гордон, 1-й маркіз Гантлі (1576—1636), син Джорджа, 5-го графа Гантлі, з 1599 — маркіз Гантлі.

## Маркізи Гантлі
- Джордж Гордон, 1-й маркіз Гантлі (1599—1636), лідер католицької партії й руху «північних графів» проти пресвітеріанського правління Якова VI.
- Джордж Гордон, 2-й маркіз Гантлі (1636—1649), син Джорджа, 1-го маркіза Гантлі, послідовний прибічник короля Карла I й лідер шотландських роялістів за часів Англійської революції, страчений за наказом парламенту.
- Льюїс Гордон, 3-й маркіз Гантлі (1651—1653), син Джорджа, 2-го маркіза Гантлі.
- Джордж Гордон, 1-й герцог Гордон (1653—1716), син Льюїса, з 1684 — герцог Гордон.

## Герцоги Гордон
- Джордж Гордон, 1-й герцог Гордон (1684—1716), якобіт, противник «Славної революції».
- Олександр Гордон, 2-й герцог Гордон (1716—1728), син Джорджа.
- Козмо Гордон, 3-й герцог Гордон (1728—1752), син Олександра.
- Олександр Гордон, 4-й герцог Гордон (1752—1827), полководець, учасник Війни за незалежність США.
- Джордж Гордон, 5-й герцог Гордон (1827—1836), полководець доби війн з революційною Францією.

По смерті Джорджа Гордона припинилась лінія герцогів Гордон. Сучасні маркізи Гантлі є нащадками бічної лінії Гордонів.

## Польська шляхта і Гордони

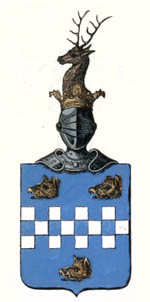
Герб Бидант Польських Гордонів

Генріх Гордон, син маркіза Гантлі (Huntly), вбитого у 1649 році в бою з прибічниками Кромвеля, переселився до Польщі. Його нащадки внесені до родословних книг дворян Царства Польського. Георг Гордон, польської служби майор, який походив від іншої гілки стародавнього роду Гордонів, отримав польський індигенат у 1673 році та прийняв герб Брохвич IV. Його потомство внесено у VI частину родословної книги Волинської та Подільської губерній. Інша гілка прийняла герб Бидант.

## зовнішні посилання
The House of Gordon [Архівовано 13 травня 2021 у Wayback Machine.] - офіційний сайт кланового товариства